# Xenocalamus transvaalensis
Xenocalamus transvaalensis е вид влечуго от семейство Lamprophiidae.

## Разпространение
Видът е разпространен в Мозамбик и Южна Африка.